# НИ-1
Танк НИ-1 (от «На испуг»), «Январец», «Одесский танк» — лёгкий танк, представлявший собой бронированный трактор, спешно сконструированный в Одессе во время обороны города летом—осенью 1941 года с учётом возможностей промышленности осаждённого города. Заводы Одессы выпустили более пятидесяти этих машин, которые использовались частями РККА в ходе обороны города.

## История
Во время обороны Одессы в 1941 году защитники города испытывали огромную потребность в бронетехнике. Чтобы хоть как-то облегчить положение, главный инженер Одесского машиностроительного завода им. Январского восстания П. К. Романов предложил изготовить эрзац-танки, обшив имеющиеся гусеничные трактора СТЗ-5 бронёй и установив лёгкое вооружение. Предложение было принято, и заводу выделили три трактора СТЗ-НАТИ, материалы и вооружение.
Детали башен изготавливали в трамвайных мастерских (где имелся карусельный станок), бронекорпуса были изготовлены на заводе имени Октябрьской революции, а производство бронетракторов было освоено в танкоремонтных мастерских (созданных в цехах завода им. Январского восстания после начала осады города), в связи с чем на этапе производства и до первых боёв изделие получило название «Январец».
Разработкой конструкции и производством бронетракторов руководили главный инженер завода им. Январского восстания П. К. Романов, военинженер И. А. Обедников и инженер по артиллерийским приборам из штаба Одесской военно-морской базы У. Г. Коган. Также в производстве бронетракторов участвовали рабочие Одесского судоремонтного завода
При переоборудовании верхняя часть корпуса трактора срезалась, в дальнейшем производилось бронирование. В условиях дефицита броневой стали была использована комбинированная броня из двух разнесённых стальных листов, между которыми были проложены доски (листовую корабельную сталь предоставила Одесская военно-морская база).
В центральной части корпуса бронетрактора устанавливалась вращающаяся башня с люками, в которую устанавливали вооружение:
- первые два бронетрактора изначально получили башни с 37-мм орудием от не подлежавших восстановлению танков Т-26 первых серий, но центр тяжести у них оказался расположен слишком высоко, поэтому кучность стрельбы оказалась неудовлетворительной. После испытаний на полигоне пушки в башнях заменили на пулемёты[9];
- следующие бронетракторы были оснащены самодельной вращающейся башней, в которую устанавливали пулемёты (как правило, вооружение танка составляли два 7,62-мм пулемёта ДТ).

Первые три машины (две — вооружённые пулемётами и одну — вооружённую 37-мм пушкой) изготовили в течение десяти дней, и 20 августа 1941 года, укомплектовав экипажами, отправили в Южный сектор.
Под командованием старшего лейтенанта Н. И. Юдина танковый взвод из одного настоящего танка и трёх бронетракторов возглавил контратаку 25-й стрелковой дивизии, в результате которой противник был выбит из окопов и отступил, бронетракторы потерь не имели. Боевые испытания техники были признаны успешными. Осмотр возвратившихся из боя машин показал, что броня выдерживает попадания пуль и осколков (хотя попавший 45-мм снаряд пробил её навылет), после чего Военный совет Одесского оборонительного района поручил производственной группе переоборудовать в НИ ещё 70 тракторов. 
В то же время в Одессу прибыл эшелон с подбитыми танками. Часть башен с этих машин была использована для их изготовления. По сохранившимся кадрам из кинохроники можно видеть НИ с башней так же от пулеметного БТ-2 и Т-38. 
Производство осложняли постоянные бомбардировки завода, который бомбили каждую ночь (в связи с этим, со всех находившихся на заводе танков и бронетракторов снимали пулемёты и во время авианалётов рабочие завода вели огонь по воздушным целям). Во время одной бомбардировки загорелся инструментальный цех, однако тщательное соблюдение светомаскировки и зенитный огонь не позволили немецким лётчикам осуществить прицельное бомбометание и позволили исключить серьёзные разрушения.
Во втором бою в районе Вакаржан два из десяти участвовавших в контратаке бронетракторов были потеряны.
В ночь на 20 сентября 1941 года 20 танков были использованы в бою против румынских частей, осаждавших город, при этом основная ставка была сделана на психологический эффект применения танков. Танки с включёнными фарами и сиренами двинулись на румынские траншеи без артиллерийской поддержки. Противник был обращён в бегство. После этого боя за танками якобы и закрепилось название «НИ-1», что расшифровывалось как «На испуг». Подобное название объясняется ещё и тем, что за неимением орудий большого калибра стволы легких пушек якобы наращивались для придания танкам более «серьёзного» вида, а иногда на танки попросту устанавливались муляжи орудий. Кроме того, по воспоминаниям ветеранов, при движении танки издавали ужасающий лязг и грохот.
В дальнейшем, с увеличением количества выпущенных бронетракторов, из НИ был создан танковый батальон под командованием старшего лейтенанта Н. И. Юдина.
2 октября 1941 года танковый батальон Н. И. Юдина участвовал в атаке позиций 4-й румынской армии в районе н.п. Ленинталь, в результате которой не ожидавшие атаки румынские части были разгромлены, а танкисты захватили 24 артиллерийских орудия, миномёты и пулемёты. Тем не менее, в ходе атаки были потеряны шесть или семь бронетракторов (подбитые артиллерийским огнём и вышедшие из строя по технической неисправности).
По воспоминаниям секретаря Ленинского райкома партии Н. Г. Луценко, с 20 августа по 15 октября таким образом было переоборудовано 55 тракторов. По другим источникам, всего было выпущено 69 «Одесских танков».
15 октября 1941 года последние уцелевшие бронетракторы обеспечивали эвакуацию войск, защищавших Одессу, они прикрывали отступление последних подразделений. Несколько из них были взорваны экипажами перед погрузкой на транспорт «Волга», остальные были брошены в городе.
Вошедшим в Одессу румынским войскам досталось немало НИ-1, которые впоследствии использовались ими в различных (в том числе и учебных) целях. По состоянию на 1 ноября 1942 года в руках румын по-прежнему находились в строю 14 машин.

### Дополнительная информация
НИ-1 был не единственным бронетрактором, произведённым в годы Великой Отечественной войны. В условиях недостатка бронетехники во многих городах, располагавших более или менее развитой промышленностью, создавались и изготавливались самодельные образцы бронетехники (бронетракторы, эрзац-танки, самодельные бронеавтомобили).

## Сохранившиеся экземпляры
По состоянию на 2012 год известно о сохранности нескольких бронетракторов,
предположительно являющихся НИ-1.
- Россия — 1 машина в составе экспозиции Бронетанкового музея в Кубинке (установлен на открытой площадке вне ангаров). Хотя данный экспонат позиционируется музеем как танк НИ-1, о чём говорит информационная табличка перед ним, есть данные, что этот бронетрактор представляет собой послевоенный макет, стилизованный под бронетрактор ХТЗ-16, изготовленный в качестве реквизита для киносъёмок[16].
- Украина — 2 машины в Одессе и одна в Днепре. В Одессе один танк НИ установлен на постаменте на углу улиц Разумовской и Мясоедовской, второй является частью мемориала героической обороны Одессы.